# Liste der Monuments historiques in Anthenay
Die Liste der Monuments historiques in Anthenay führt die Monuments historiques in der französischen Gemeinde Anthenay auf.

## Liste der Immobilien
| Bezeichnung          | Beschreibung           | Standort                  | Kennzeichnung | Schutzstatus | Datum | Bild           |
| -------------------- | ---------------------- | ------------------------- | ------------- | ------------ | ----- | -------------- |
| Kirche St-Symphorien | ab dem 12. Jahrhundert | Place de la Mairie (Lage) | PA00078569    | Classé       | 1920  | weitere Bilder |

## Liste der Objekte
| Bezeichnung                                                  | Beschreibung                                                     | Standort                           | Kennzeichnung | Schutzstatus    | Datum  | Bild |
| ------------------------------------------------------------ | ---------------------------------------------------------------- | ---------------------------------- | ------------- | --------------- | ------ | ---- |
| Glocke                                                       | 1678 gegossen; vermutlich während des Ersten Weltkriegs zerstört | in der Kirche St-Symphorien (Lage) | PM51001319    | Classé gelöscht | ? 1942 |      |
| Zwei Skulpturen: Heiliger Symphorianus und heiliger Bernhard | Holz oder Stein, farbig gefasst, Ende des 15. Jahrhunderts       | in der Kirche St-Symphorien (Lage) | PM51003379    | Inscrit         | 1998   |      |
| Skulptur Madonna mit Kind                                    | Stein, 16. Jahrhundert                                           | in der Kirche St-Symphorien (Lage) | PM51000019    | Classé          | 1952   |      |
| Kirchenfenster                                               | aus dem 16. Jahrhundert; während des Ersten Weltkriegs zerstört  | in der Kirche St-Symphorien (Lage) | PM51001320    | Classé gelöscht | ? 1942 |      |
| Bodenbelag                                                   | Keramikfliesen, 14. bis 16. Jahrhundert                          | in der Kirche St-Symphorien (Lage) | PM51000018    | Classé          | 1908   |      |